# Anita Hegerland
Anita Hegerland (ur. 3 marca 1961 w Sandefjord) – norweska wokalistka. Jako piosenkarka dziecięca popularna na rynkach skandynawskich i niemieckim. Karierę światową zdobyła współpracując z Mikiem Oldfieldem.

## Życiorys
Zadebiutowała w wieku dziewięciu lat singlem Mitt Sommarlov. W 1971 roku nagrała singel Schön ist es auf der Welt zu sein w duecie z niemieckim artystą Royem Blackiem, który w samych Niemczech sprzedał się w ilości 1,3 miliona egzemplarzy. Jako dziecko nagrała cztery albumy, ostatni w 1973 roku. W konkursie Melodi Grand Prix, będącym krajowym turniejem eliminacyjnym do Konkursu Piosenki Eurowizji 1971 roku, zajęła czwarte miejsce piosenką Gi meg en zebra. W Melodi Grand Prix brała udział ponownie w 1972, 1983 i w 2009 roku, jednak bez powodzenia.
W 1984 roku poznała Mike’a Oldfielda, z którym współpracowała muzycznie nagrywając liczne płyty, m.in.: Islands i Earth Moving. Współpraca przerodziła się z czasem w związek nieformalny, który zaowocował dwójką dzieci – córką Gretą (ur. 1988) i synem Noahem (ur. 1990). Porzucona przez Oldfielda osiadła z dziećmi w Norwegii, gdzie nagrała w 1994 roku płytę solową Voice. Hegerland współpracowała przy nagraniach muzyki filmowej i uczestniczyła w licznych lokalnych koncertach. Na scenę krajową powróciła w 2008 roku, a w 2011 nagrała solową płytę Starfish. Płyta otrzymała dobre recenzje, ale nic nie wskazuje by artystka miała nagrać kolejną. Jest to raczej podsumowanie jej dotychczasowej kariery.
Anita Hegerland przyjaźniła się z nieżyjącą już polsko-norweską piosenkarką Aleksandrą Naumik Sandøy. Podczas pogrzebu polskiej wokalistki wykonała ku jej czci dwa utwory.